# Federación de Jóvenes Investigadores/Precarios

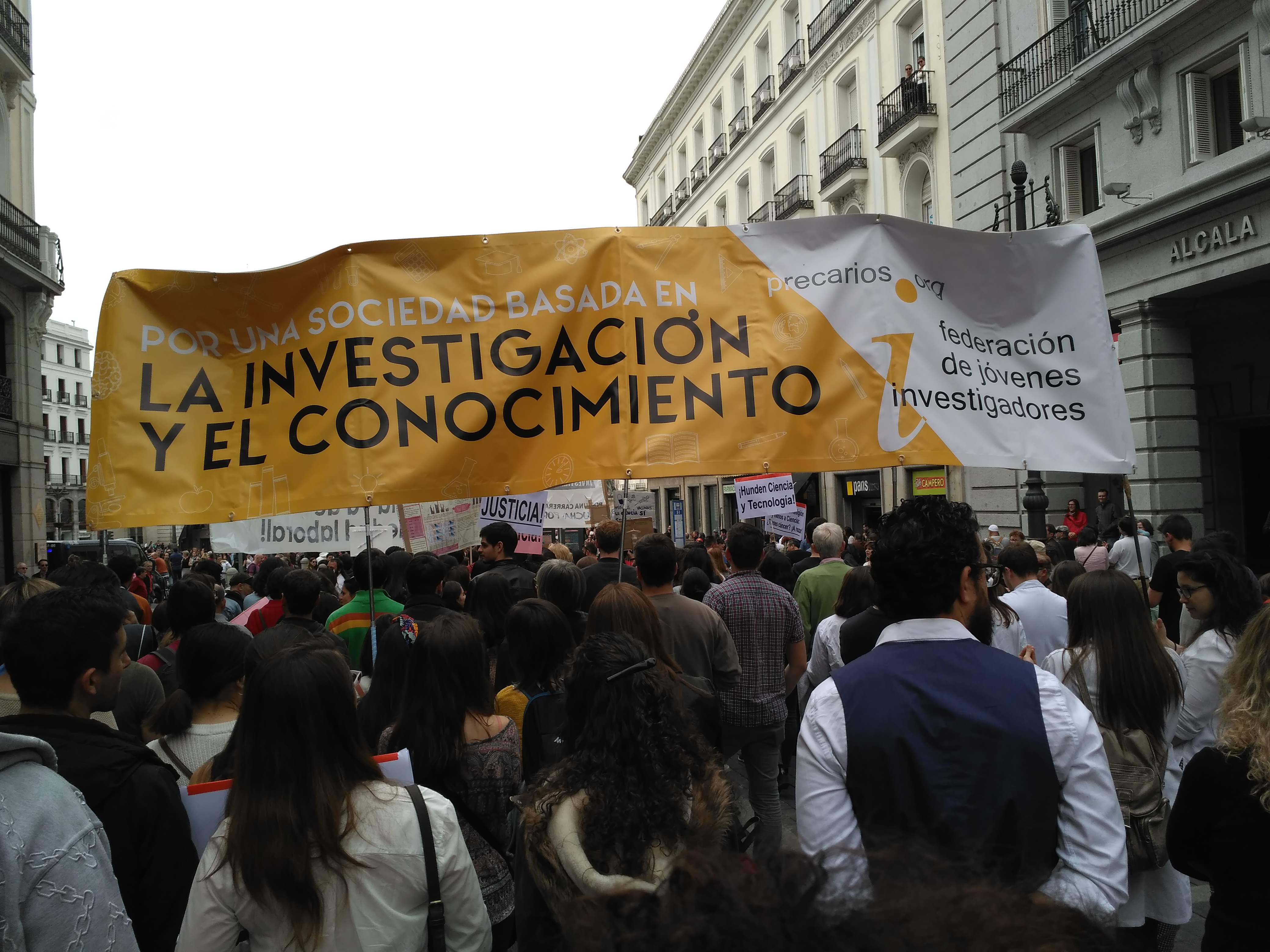
Federación de Jóvenes Investigadores

La Federación de Jóvenes Investigadores/Precarios (FJI) agrupa a 10 asociaciones con diferente grado de actividad de "Investigadores en Fase Inicial" (desde estudiantes de máster a investigadores predoctorales o en proceso de realización de su tesis doctoral) e "Investigadores Experimentados" (Investigadores con grado de doctor o con varios años de experiencia) de ámbito local o regional en España. Si bien la FJI no tiene socios individuales por ser una federación de asociaciones, la suma de miembros de las asociaciones que la conforman en noviembre de 2006 era de aproximadamente 600 (a título comparativo, el número de becarios de investigación registrados en España en el año 2000 era de aproximadamente 24 000). Por otro lado, se trata de un movimiento abierto a la participación y las propuestas de cualquier investigador (la afiliación es bienvenida, pero solo requerida para ciertas votaciones muy concretas), de modo que incluso algunos responsables de actividades o grupos de trabajo en la FJI no son socios de ninguna de las asociaciones. No es técnicamente una organización sindical (algunos de sus miembros no son considerados legalmente trabajadores), aunque por sus objetivos similares mantiene contactos con los principales sindicatos del país además de reuniones con diferentes instituciones (estatales, autonómicas y universitarias, principalmente).

## Objetivos
Los fines estatutarios de FJI-Precarios  establecidos en el año 2000 fueron:
1. Fomentar el desarrollo de la ciencia, la cultura y la investigación científica profesional en España.
2. Abogar por la transformación de la figura del becario de investigación en la de Investigadores en Fase Inicial (IIFI) (Early Stage Researchers [ESRs]) e Investigadores Experimentados (IIEE) (Experienced Researchers [ERs]) en un régimen de contrato laboral.
3. Potenciar la homogeneización y regularización de dichos contratos.
4. Servir de nexo de unión entre las asociaciones que persiguen estos fines para mantener contactos e intercambio de información sobre las respectivas actividades.
5. Tratar de que cada una de que sus asociaciones miembros sigan convenientemente los fines previstos en sus Estatutos.

## Decálogo
Actualmente, los esfuerzos de FJI-Precarios están centrados en conseguir que se cumpla el siguiente decálogo:
1. Creación de un marco regulador y presupuestario estable y adecuado que eleve la inversión en I+D+i civil siguiendo las directrices europeas de inversión pública del 3% del PIB.
2. Desaparición de períodos sin derechos laborales ni remuneración durante la carrera investigadora.
3. Eliminación de los actuales límites de la tasa de reposición del empleo público en el sector I+D.
4. Planificación adecuada de los recursos humanos necesarios en cada etapa de la carrera investigadora y convocatoria de contratos o concursos de plazas en concordancia.
5. Regularidad y coordinación de todas las convocatorias para la financiación de recursos humanos y proyectos de I+D con un calendario real que se cumpla rigurosamente por la administración.
6. Evaluación objetiva para hacer efectivos los principios de igualdad, mérito y capacidad en el acceso al empleo 
  1. Mejora de la publicidad y la transparencia de las convocatorias (bases, baremos, resultados y tribunales)
  2. Evaluación de la investigación adecuándose a la DORA (San Francisco Declaration on Research Assessment)
  3. Evaluación en todas las fases, incluida la estabilización
  4. Evaluación rigurosa en la concesión y seguimiento de los proyectos de I+D.
7. Introducción de la I+D+i en el tejido empresarial, fomentando a su vez la colaboración entre OPIs, universidades, empresas y otras organizaciones.
8. Adopción de medidas para acabar con la endogamia y permitir la movilidad real de investigadores entre universidades, OPIs y entidades de financiación privada, fomentando la colaboración entre grupos.
9. Publicación de libre acceso de todos trabajos de investigación realizados con financiación pública.
10. Desarrollo de programas de divulgación científica de calidad que permitan acercar la ciencia al gran público y en consecuencia lograr un mayor reconocimiento social de la carrera investigadora y posibilitar la salida laboral de investigadores formados a otros sectores diferentes.

## Historia y jornadas anuales
La FJI/Precarios fue fundada el 8 de abril de 2000 y es miembro fundador de Eurodoc (European Council of Doctoral Candidates and Young Researchers), que reúne 26 organizaciones nacionales de países de Europa. En febrero de 2002 fue clave para la fundación de Eurodoc en Gerona. Desde entonces, se celebraron las Jornadas de Jóvenes Investigadores, cuya primera edición fue en Cádiz. Después vinieron Zaragoza, Valencia, Madrid, Bilbao,  Granada y Barcelona, tal y como se recoge en la Página web de la Federación. Desde entonces, algunas de las asociaciones que componen la Federación han seguido realizando las Jornadas de Jóvenes Investigadores pero dentro de un ámbito local
En 2013, la FJI participó en el movimiento en defensa de la investigación conocido como Marea Roja realizando algunas protestas contra los recortes en investigación. En esa misma época, La FJI también se unió con distintos colectivos del sector de la I+D+i dando lugar a la creación de Carta por la Ciencia, una plataforma que promovió el acuerdo histórico de casi todos los grupos parlamentarios, sindicatos y personal de investigación para la recuperación de los niveles de inversión en I+D+i anteriores al 2009.

## Organización
De acuerdo con su reglamento de funcionamiento interno , la organización de FJI se basa en su asamblea general, en su junta directiva, las listas de correo, la página web y las distintas comisiones de trabajo. La asamblea general está constituida por dos representantes de cada asociación miembro de la FJI, y las votaciones se llevan a cabo por voto ponderado (no estrictamente proporcional) según el número de socios de cada asociación. La toma de decisiones, según el grado de consenso y de urgencia, la ejerce la asamblea general, la junta directiva o todos los socios de las respectivas asociaciones en referéndum general. 
Las diferentes listas de correo se usan para llevar a cabo debates, para difundir anuncios sobre acciones y convocatorias de la federación y para la comunicación dentro de las comisiones de trabajo. Además, la página web se basa en un TikiWiki que permite la creación y modificación participativa de todos sus contenidos, además de incorporar otras herramientas para el trabajo colectivo.